# Dwór w Stoszowie
Dwór w Stoszowie (niem. Schloss Stoschendorf) – zabytkowy dwór we wsi Stoszów. 

## Historia
Renesansowy i pierwotnie jednoskrzydłowy dwór został zbudowany przez Hansa von Strachwitza (zm. 1597 r.) w drugiej połowie XVI w., być może z wykorzystaniem murów starszej budowli. Siedzibę rozbudował Elias von Strachwitz, syn wspomnianego Hansa i Evy z domu von Ullersdorf (zm. 1594 r.). Dwór został przebudowany i powiększony w XVIII i XIX. 
W 2010 roku wykwaterowano ostatniego lokatora z powodu walącego stropu na pierwszym piętrze.

## Architektura
Dwór murowany z kamienia i cegły, tynkowany, trzyskrzydłowy, zbudowany na planie litery „C”, o skrzydłach dwu- i trzykondygnacyjnych, nakrytych dachami dwuspadowymi. Fasada (elewacja południowo-zachodnia) korpusu pięcioosiowa, z asymetrycznie umieszczonym sienią komunikacyjną ozdobioną portalem typu fortecznego z trójkątnym frontonem, w którym znajduje się skromny kartusz z dwoma herbami i inicjałami budowniczego: Melchiora von Gellhorna MVG (lewy) i jego żony HGG (prawy) oraz cytatem z Biblii na belkowaniu: SIT PAX INTRA MVROS TVOS ET PROSPERITAS IN PALATI TVM PSALM 122,[7] (Niech pokój będzie w twoich murach i pomyślność w twoim pałacu. Natomiast w agrafie znajduje się orzeł Habsburgów. Większość otworów okiennych zachowała oryginalne kamienne fasciowe obramowania. Większość pomieszczeń nakrywały stropy belkowe, w sieni zastosowano sklepienia kolebkowo-krzyżowe. Dwór zbudowano na planie prostokąta, z wewnętrznym dziedzińcem (obecnie rozpadło się jedno skrzydło) dostępnym przez sklepioną sień. Częściowo podpiwniczony, pod zachodnim skrzydłem znajduje się piwnica składająca się z trzech pomieszczeń. 
Na wschód od dworu znajduje się zaniedbana i dziko zarośnięta pozostałość niewielkiego parku. Rezydencję otacza pozostałość fosy i niewielki staw. Wokół położonego na południe od dworu dziedzińca folwarcznego wznoszą się zabudowania gospodarcze. Obecnie nieużytkowany zabytek powoli popada w ruinę.

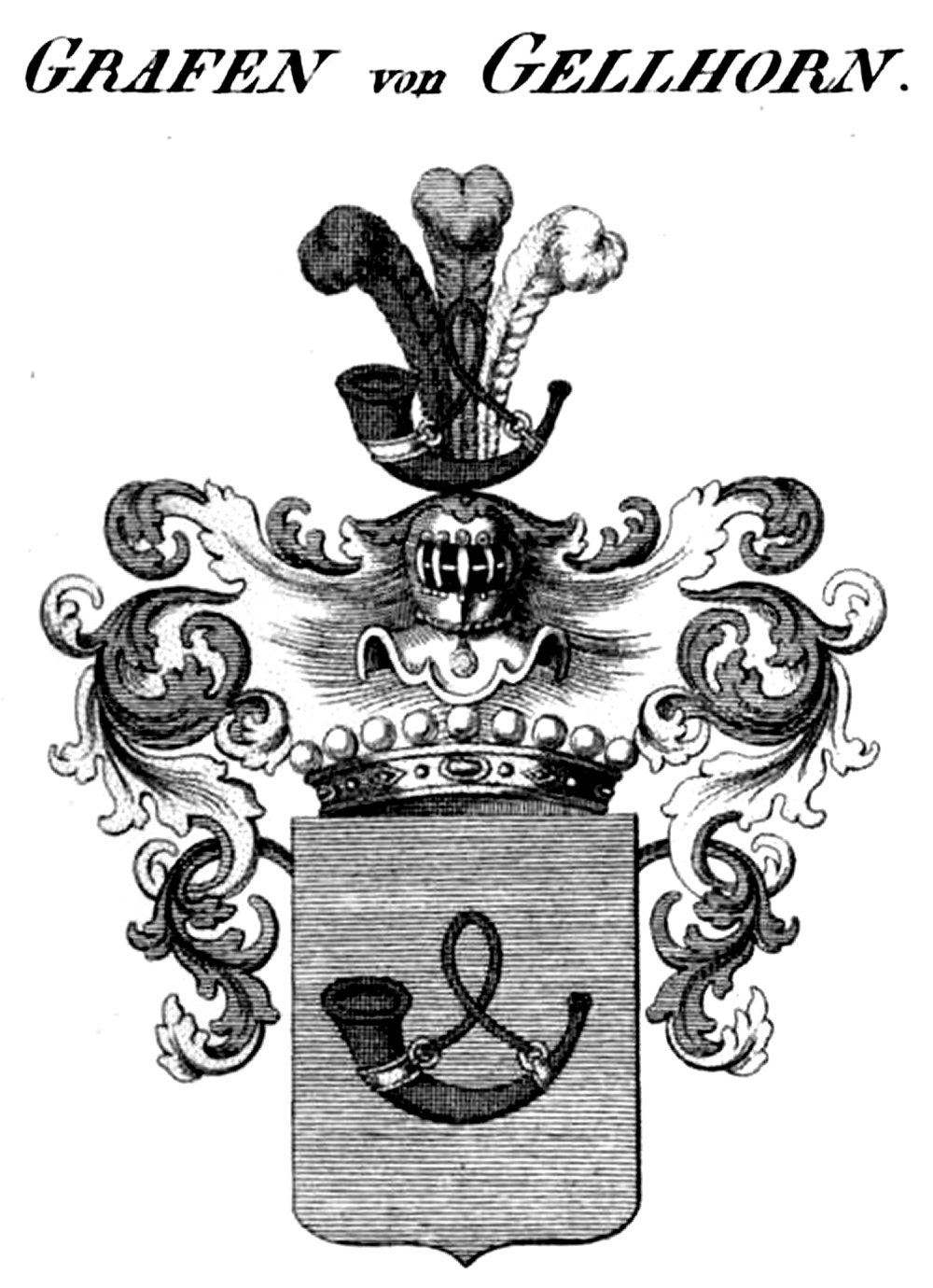
Herb Melchiora von Gellhorna
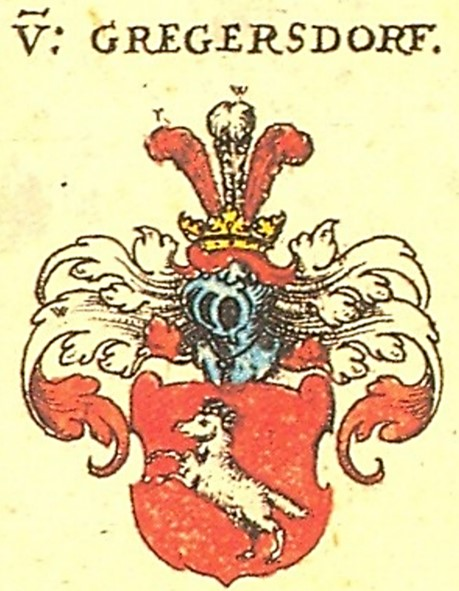
Herb Habsburgów